# Płaskowyż Laurentyński

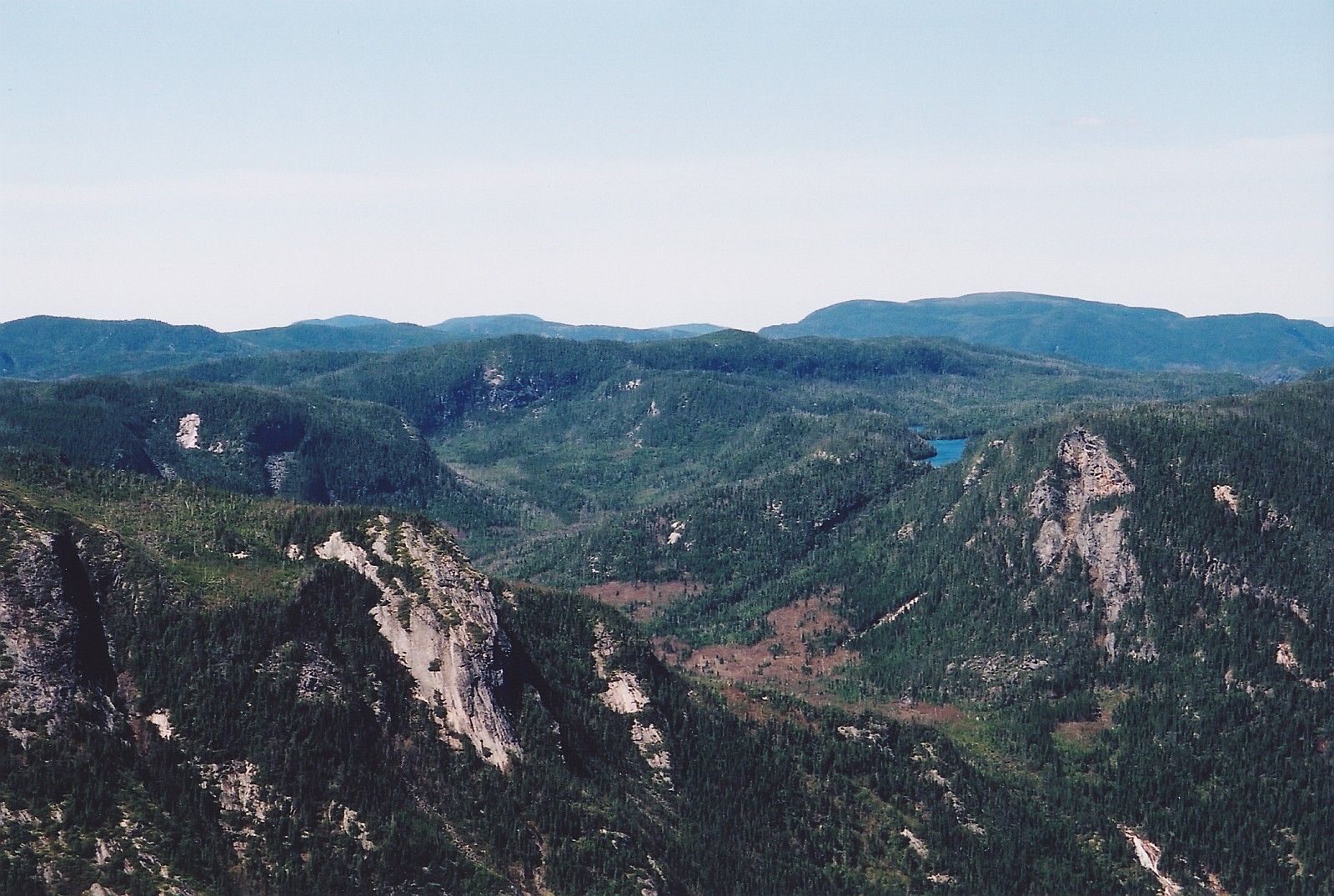

Płaskowyż Laurentyński (ang. Laurentian Highlands, fran. Plateau Laurentien) - region geograficzny, płaskowyż w Ameryce Północnej, pomiędzy północnym, kanadyjskim brzegiem Rzeki św. Wawrzyńca i brzegami Morza Labradorskiego, nad Zatoką św. Wawrzyńca.
Jest położony na południowo-wschodnim skraju Tarczy Kanadyjskiej. Administracyjnie przynależy do prowincji Quebec oraz Nowa Fundlandia i Labrador.
Średnia wysokość to 450-600 m n.p.m., maksymalna wysokość to 1652 m n.p.m. (góra Torngat).
Na płaskowyżu występują liczne jeziora.
Region wydobycia żelaza, miedzi, cynku i ołowiu.